# Айкола, Уиллард
Уиллард Айкола (англ. Willard Ikola; 28 июля 1932, Эвлет, Миннесота — 20 января 2025) — американский хоккеист, вратарь. Серебряный призёр Олимпийских игр 1956 года.

## Биография
Родился 28 июля 1932 года в Эвлете. Начал играть в хоккей ещё в детстве.
В 1956 году стал вторым призёром Чемпионата мира по хоккею, в том же году ЛИХГ был признан лучшим вратарём. Отличался быстротой и ловкостью, а также отличной реакцией. В 1958 году завершил игровую карьеру и стал тренером. Проработал вплоть до 1991 года, но полностью из хоккея не ушёл и остался в должности консультанта НХЛ в Нью-Йорке.
Умер 20 января 2025 года в возрасте 92 лет.

## Награды и премии
- 1990 —
  - ввод в Зал Почёта Мичиганского университета
  - ввод в Зал хоккейной славы НХЛ.
  - премия Джона Мариуччи
- 2019 — Билл Мастертон Трофи.